# CEラジェアデンセ
クルーベ・エスポリチーヴォ・ラジェアデンセ（ポルトガル語: Clube Esportivo Lajeadense）は、ブラジル・リオグランデ・ド・スル州ラジェアドを本拠地とするサッカークラブ。

## 歴史
1911年4月4日設立。1959年と1979年にカンピオナート・ガウショ・ディヴィソン・ジ・アセッソを制した。

## 本拠地
本拠地はアレナ・アウヴィアズウ。収容人数は7500人。

## タイトル
- カンピオナート・ガウショ・ディヴィソン・ジ・アセッソ: 1959, 1979
- コパFGF: 2015
- レコパ・ガウシャ: 2015

## 歴代所属選手
- エヴェルトン・ジョヴァネッラ 1991-1992
- ブルーノ・アレシャンドレ・ロドリゲス 2010
- ファビオ・ヌネス・フェルナンデス 2011
- レオナルド・エンリケ・ダ・シルバ 2012
- ジョジマール・ロドリゲス・ソウザ・ロベルト 2013
- グスタヴォ・サウゲイロ・デ・アウメイダ・コヘイア 2014
- ヘネス・マルセロ・レモス 2013
- エデルソン・ブルーノ・ドミンゴス 2015